# Spekes wever
De spekes wever (Ploceus spekei) is een zangvogel uit de familie Ploceidae (wevers en verwanten). De soort is genoemd naar John Speke, die de vogel in Somaliland ontdekte.

## Verspreiding en leefgebied
Deze soort komt voor van zuidelijk Ethiopië tot Somalië, Kenia en noordelijk Tanzania.